# Яныг-Тосамъя
Яныг-Тосамъя (устар. Яны-Тосым-Я) — река в Берёзовском районе Ханты-Мансийского автономного округа. Левая составляющая реки Тосамъя. Длина реки 11 км.

## Данные водного реестра
По данным государственного водного реестра России относится к Нижнеобскому бассейновому округу, водохозяйственный участок реки — Северная Сосьва, речной подбассейн реки — Северная Сосьва. Речной бассейн реки — (Нижняя) Обь от впадения Иртыша.